# Дмитриј Комбаров
Дмитриј Владимирович Комбаров (рус. Дми́трий Влади́мирович Комба́ров; 22. јануар 1987, Москва) руски је фудбалер који игра на позицији левог бека или левог везног играча и тренутно наступа за клуб Крила Совјетов и репрезентацију Русије.